# سرو کهنسال چم

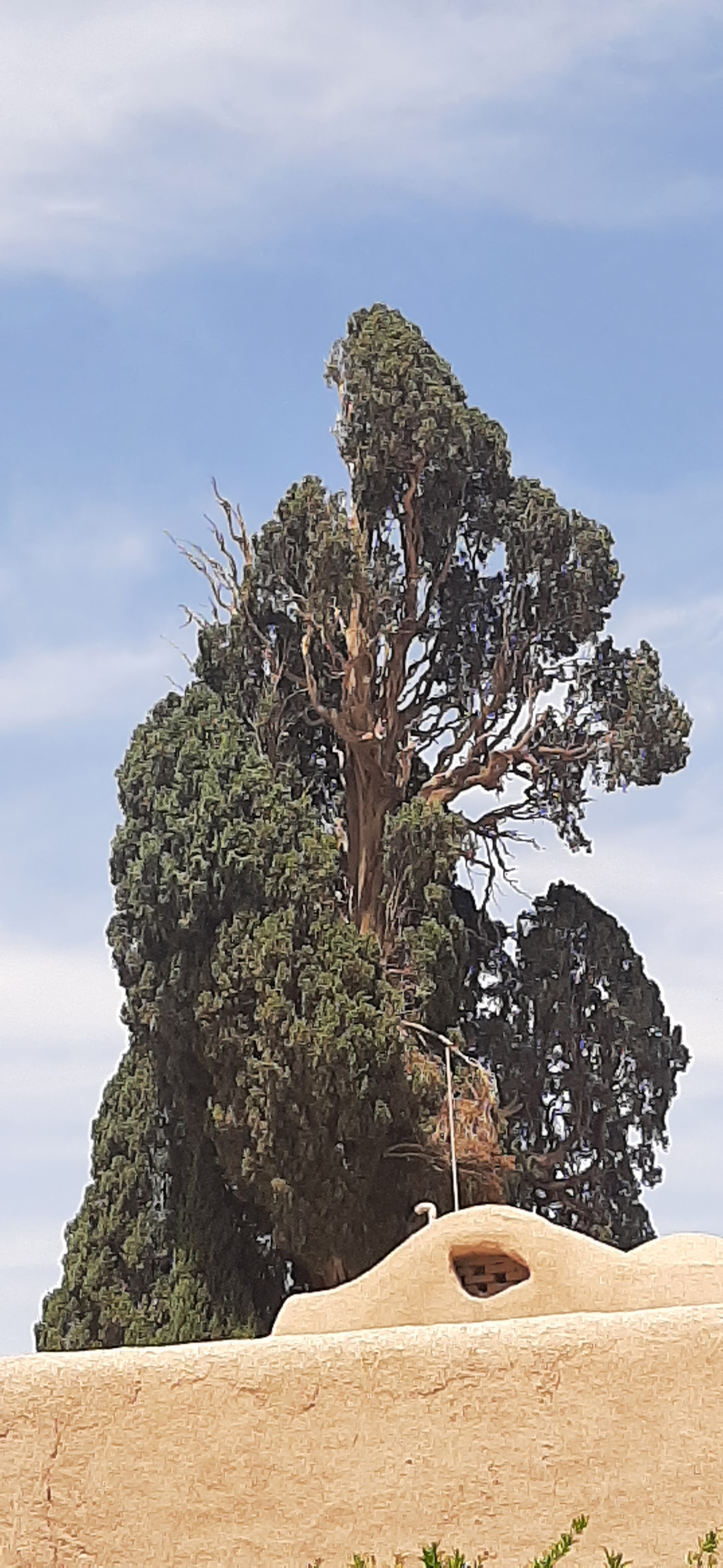
سرو ۳۵۰۰ ساله در روستای چم یزد

سرو کهنسال چم یکی از کهنسال‌ترین درختان کشور ایران است .
این درخت در روستای چم که یکی از روستاهای زرتشتی‌نشین شهرستان تفت استان یزد است، جای دارد.

قدمت این درخت حدود ۳۵۰۰ سال تخمین زده می‌شود. این سرو کهنسال تقریباً ۲۸ متر ارتفاع دارد و در تاریخ ۱۳۸۸/۰۸/۲۵  با شماره ۴۰ در فهرست آثار ملی طبیعی کشور به ثبت رسید.

## بازدید کارشناسی
در دی ماه سال ۹۰ گروهی از کارشناسان گیاه‌شناسی از این سرو که در خطر خشکیده شدن قرار دارد بازدید و پیشنهادهایی را برای جلوگیری از خشک شدن آن ارائه کردند.